# Tobias Bräuner
Tobias Bräuner (* 12. März 1980 in Freiburg im Breisgau, Baden-Württemberg als Tobias Samendinger) ist ein ehemaliger deutscher Eishockeyspieler, der über viele Jahre beim EHC Freiburg in der zweiten deutschen Spielklasse (zuletzt DEL2) aktiv war.

## Spielerkarriere
Der 1,85 m große Flügelstürmer spielte zunächst bei seinem Heimatverein EHC Freiburg, für dessen Profimannschaft er ab der Saison 1997/98 in der zweitklassigen 1. Liga auf dem Eis stand. 2002 wechselte der Rechtsschütze zum Ligakonkurrenten EC Wolfsburg, mit denen er 2004 in die DEL aufstieg. Eine Saison lang spielten die seit dieser Zeit den Namen „Grizzly Adams“ tragenden Wolfsburger in der höchsten deutschen Profispielklasse. Auch nach dem direkten Wiederabstieg gehörte Bräuner weiterhin zum Kader des Teams. 2006 kehrte der Stürmer zu den inzwischen in der Oberliga spielenden Wölfen Freiburg zurück, verließ die Mannschaft jedoch nach einer Spielzeit in Richtung des Zweitligisten Heilbronner Falken. Zur Saison 2009/10 wechselte Bräuner zu den Towerstars Ravensburg.
Zwischen 2014 und 2017 stand Bräuner erneut beim EHC Freiburg unter Vertrag und schaffte mit diesem 2015 den Aufstieg aus der Oberliga in die DEL2. Am 1. März 2016 absolvierte Bräuner sein 849. Zweitligaspiel und avancierte so zum alleinigen DEL2-Rekordhalter. 48 weitere Partien kamen bis 2017 hinzu, so dass er insgesamt 897 Pflichtspieleinsätze in der zweithöchsten Spielklasse absolviert hat. 2017 beendete er seine Karriere.

## Erfolge und Auszeichnungen
- 2011 2. Eishockey-Bundesliga-Meister mit den Ravensburg Towerstars
- 2015 Meister der Oberliga mit dem EHC Freiburg und Aufstieg in die DEL2

## Karrierestatistik
(Legende zur Spielerstatistik: Sp oder GP = absolvierte Spiele; T oder G = erzielte Tore; V oder A = erzielte Assists; Pkt oder Pts = erzielte Scorerpunkte; SM oder PIM = erhaltene Strafminuten; +/− = Plus/Minus-Bilanz; PP = erzielte Überzahltore; SH = erzielte Unterzahltore; GW = erzielte Siegtore; 1 Play-downs/Relegation; Kursiv: Statistik nicht vollständig)

2 inklusive DEL2, 1. Liga und Bundesliga